# Липовац (Раковица)
Липовац је насељено место у општини Раковица, на Кордуну, Карловачка жупанија, Република Хрватска.

## Географија
Липовац се налази око 5 км североисточно од Раковице.

## Историја
Липовац се од распада Југославије до августа 1995. године налазио у Републици Српској Крајини. До 1991. био је у саставу насељеног места Машвина, а од 2001. је самостално насеље. До територијалне реорганизације у Хрватској налазио се у саставу бивше велике општине Слуњ.

## Становништво
Према попису становништва из 2011. године, насеље Липовац је имало 27 становника.

### Број становника по пописима
| Националност   | 2001. | 1991. | 1981. | 1971. | 1961. | 1953. | 1948. | 1931. | 1921. | 1910. | 1900. | 1890. | 1880. | 1869. | 1857. |
| бр. становника | 18    | %     | %     | 107   | 184   | 172   | 174   | 119   | 126   | 47    | 380   | 394   | %     | %     | %     |

- напомене:

У 2001. настало издвајањем из насеља Машвина. Исказивано као део насеља од 1880. Од 1910. исказивано под именом Липовац-Дол. У 1880., 1981. и 1991. подаци садржани у насељу Машвина.

### Национални састав
| Националност       | 2001.       |
| Хрвати             | 15 (83,33%) |
| Срби               | 0           |
| Југословени        | 0           |
| остали и непознато | 3 (16,66%)  |
| Укупно             | 18          |

- за остале пописе видети под: Машвина.